# AS-2022
El AS-2022 (Acero Santiago 2022) será el décimo modelo de tren del Metro de Santiago. Será diseñado y construido por  Alstom en Brasil, siendo el tercer tren de rodadura férrea y el segundo de conducción completamente automatizada. En total serán 37 trenes formados de cinco coches y circularán por la Línea 7 del ferrocarril metropolitano.

## Historia
Este diseño de tren se remonta a los inicios de la construcción de la línea 7 cuando en enero de 2021 Metro de Santiago lanzó la licitación para encargar la fabricación de trenes para la línea mencionada. En diciembre de 2021 se dio a conocer que Alstom se adjudicó la fabricación de los 37 trenes. En marzo de 2022 Alstom firmó el contrato para la fabricación de los trenes y su mantenimiento por 20 años.
Con una imagen semejante a la del casco de Darth Vader de Star Wars, fueron presentados los trenes en noviembre de 2022. Serán fabricados en la planta que posee Alstom en Brasil, siendo traídos por tierra a Chile. Se espera que el primer convoy sea entregado durante 2026.
El 1 de abril de 2024 Alstom y Metro de Santiago dieron a conocer como serían los trenes, los cuales serán de la serie Metrópolis. Mediante una maqueta a escala real de un vagón se informó que los convoyes serían operados sin conductor, contarán con aire acondicionado y puertos USB. El 21 de noviembre de 2024 Metro de Santiago presentó en Chile la misma maqueta y anunció el nombre del tren.

## Datos técnicos
- Ancho de vía: 1435 mm.
- Voltaje utilizado por el tren: 1500 Vcc. Alimentación aérea mediante catenaria.
- Fabricante: Alstom
- Procedencia: Brasil
- Sistema de ventilación: Aire acondicionado.
- Sistema de seguridad: Sistema CBTC y frenos de emergencia dispuestos en cada coche.
- Formación: 5 coches (102 m).